# Eduardo Foncillas Casaus
Eduardo Foncillas Casaus (Saragossa, 7 de gener de 1937) és un diplomàtic i directiu aragonès.
Va estudiar Batxillerat en els jesuïtes de Saragossa i Barcelona, iniciant els seus estudis de Dret en la Universitat de Barcelona on va participar en els primers moviments estudiantils en contra del franquisme, sent detingut i expulsat de la universitat. Va continuar els seus estudis a Alemanya en la Universitat de Friburg i a la Universitat Lliure de Berlín, llicenciant-se en Economia i Ciències Polítiques. És militant del PSOE d'Aragó.
Va ser ambaixador d'Espanya a Alemanya entre 1983 i 1991. Va participar activament en les converses per a l'ingrés d'Espanya en la Unió Europea i l'OTAN, i va impulsar les negociacions que van fer possible la incorporació de l'empresa SEAT al grup Volkswagen. El 2003 va rebre la Creu de Sant Jordi i del 2004 al 2006 fou president del Consell d'Administració de la Corporació Aragonesa de Ràdio i Televisió.